# Günther Bollhagen

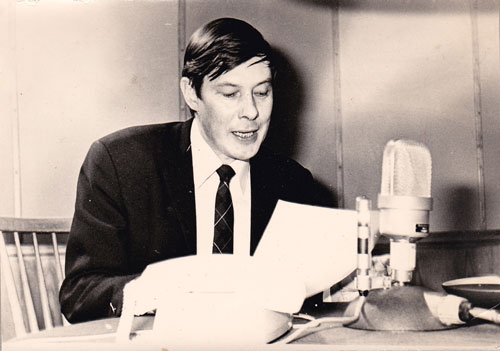
Günther Bollhagen im Hörfunkstudio bei Radio Bremen.

Günther Hermann Bollhagen (* 4. August 1927 in Hamburg; † 21. April 2014 in Inca, Mallorca) war ein deutscher Hörfunksprecher, -moderator und Komponist.

## Leben
Bollhagen wurde mit 16 Jahren als Luftwaffenhelfer eingezogen und erlebte das Kriegsende an der Front. Seine erste Sendelizenz wurde 1948 in Hamburg durch die US-Militärregierung erteilt. 1951 kam er zu Radio Bremen, wo er bis zu seiner Pensionierung Ende der 1980er-Jahre vielfältige Aufgaben als Moderator, Nachrichten-, Programm- und Hörspielsprecher wahrnahm. Als Discjockey profilierte er sich insbesondere als Jazzexperte. Namentlich wurde er mit seiner Sendung Plattenpromenade vor allem einem jungen Publikum bekannt, weitere Sendungen waren die Hitparade und die Morgenmoderation der Hansawelle.
Er war Mentor des jungen Werner Reinke, dessen Rundfunkkarriere durch Hospitanz in Bollhagens Plattenpromenade Ende der 1960er-Jahre ihren Anfang nahm.
In der Schallplattenreihe Wort und Stimme wurde ein Interview Bollhagens mit Willi Bongard zum Thema Der Aktienmarkt unter dem Titel Rund um die Börse I veröffentlicht.
Seit 1998 lebte Bollhagen auf Mallorca, wo er als freier Komponist und Fotograf tätig war. Aus seiner Ehe mit der Galeristin Gisela († 2001) gingen die Kinder Nicola (* 1958) und Mirko (* 1964) hervor.